# یک شکستن تمیز
یک شکستن تمیز: یک راهبرد تازه برای ایمنی قلمروی پادشاهی که در گفتار مقاله‌ای شکستن تمیز نامیده می‌شود، یک سند سیاسی بود که در سال ۱۹۹۶ توسط یک گروه پژوهشی-مطالعاتی با رهبری ریچارد پرل به بنیامین نتانیاهو نخست‌وزیر وقت اسرائیل ارائه شد. این گزارش راهکار تازه‌ای را معرفی می‌کرد که به شیوهٔ ارزش‌های غربی، مشکلات امنیتی اسرائیل در خاورمیانه را برطرف می‌نمود. از آن زمان تاکنون، این طرح در سیاست اسرائیل به‌کار گرفته شده و تا امروز ادامه دارد. یک شکستن تمیز، از یکسری سیاستهای جدید همانند برکناری صدام حسین در عراق به بهانهٔ سلاح کشتار جمعی و جلوگیری از قدرت گرفتن سوریه یا روشهایی همانند جنگ نیابتی خبر می‌داد. پیش از آغاز هزارهٔ سوم، این روش مورد انتقاد بسیاری از سران عرب قرار گرفت. بندهای بخصوصی از این سند سیاسی به دست بنیامین نتانیاهو پذیرفته نشد. منظور از «یک شکستن تمیز»، شکستن پیمان‌های صلح سالهای گذشته با اعراب به‌ویژه فلسطین و لبنان و سوریه است؛ ولی باید به شیوه‌ای تمیز برای اسرائیل به پایان برسد تا انگشت اتهامی به سوی اسرائیل بلند نشود.

## گزارش
براساس مقدمهٔ این گزارش مشخص است که این طرح به‌دست یک انجمن مطالعاتی اسرائیلی برای ایجاد یک راهبرد سیاسی مربوط به پس از سال ۲۰۰۰ اشاره دارد که این گروه، زیرمجموعهٔ بنیاد مطالعات سیاسی و راهبردی پیشرفته است. ریچارد پرل که در گذشته مشاور امنیتی وزارت دفاع ایالات متحده آمریکا نیز بود، کار را بعنوان رهبر این گروه پژوهشی آغاز کرد؛ ولی گزارش نهایی آن شامل ایده‌هایی از افرادی همانند داگلاس جی فیث، جیمز کالبرت، چارلز فیربنکس جونیور، جاناتان توروپ، دیوید وورمسر، میراو وورمسر و رئیس این بنیاد یعنی رابرت لووِنبرِگ بود.

### محتوا
محتوای این گزارش در شش بخش در سال ۱۹۹۶ معرفی شده‌است. در میان متن اصلی این سند، سخنان کلیدی و ویژه‌ای وجود دارند که به شرح زیر هستند و به‌صورت نقل قول نوشته شده‌اند:
درحالیکه برخی از سران اسرائیل همیشه به فکر رایزنی با اعراب هستند، باید دانست که اسرائیل این فرصت طلایی را دارد تا به‌صورت تمیز پیمان صلح با اعراب را بشکند. اسرائیل می‌تواند یک فرایند صلح و راهبرد که کاملاً براساس اندیشه بنا شده را ارائه دهد. راهبردی که ابتکار عمل اسرائیل را دوباره بازیابی می‌کند و فضایی را در اختیار اسرائیل قرار می‌دهد که با تمام قوا و انرژی به سوی بازسازی صهیونیسم پیش برود. گام اول این هدف، باید اصلاحات اقتصادی در اسرائیل باشد.
این سند به‌طور کلی بر سه سیاست تازه تأکید دارد:

1. اسرائیل بجای اینکه بخواهد بدنبال یک پیمان صلح جامع با جهان عرب باشد، باید با همکاری ترکیه و اردن، کشورهایی که برای هر سه کشور تهدید بحساب می‌آیند را محدود نگهدارد، بی‌ثبات کند و عقب بیندازد.
2. ماهیت روابط با مردم فلسطینی باید تغییر کند و اسرائیل باید حق داشته باشد تا فلسطینیان را در هرکجای سرزمین‌های فلسطینی مورد تعقیب مسلحانه و پیگرد قرار دهد. همچنین تلاش برای جایگزین کردن یک رهبر دیگر بجای یاسر عرفات.
3. کاستن وابستگی به ایالات متحده آمریکا و رواج خودکفایی و همکاری‌های راهبردی با دیگر کشورها.

این مسائل تنها زمانی اتفاق خواهند افتاد که اسرائیل گام بلندی بردارد تا دیگر از آمریکا کمک مالی دریافت نکند. زیرا کمک مالی بیگانگان، باعث جلوگیری از اصلاحات اقتصادی در درون اسرائیل می‌شود.

### یک رویکرد تازه برای صلح
درحالیکه شاید دولت قبلی اسرائیل و بسیاری از افراد در کشورهای دیگر ندای سرزمین صلح را سر دهند که باعث شد اسرائیل در موقعیت عقب‌نشینی فرهنگی، سیاسی، نظامی، اقتصادی و دیپلماتیک قرار بگیرد، دولت جدید می‌تواند ارزش‌های غربی و سنتی را با هم رواج دهد. این رویکرد می‌تواند بخوبی از سوی ایالات متحده آمریکا پشتیبانی شود و می‌تواند شامل صلحی برای همهٔ صلح‌ها، صلح از طریق قدرت، و خودمختاری اسرائیل باشد که در مجموع یک چیز برای اسرائیل به ارمغان خواهد آورد: یک موازنهٔ قدرت

### امن کردن مرز شمالی
رژیم حافظ اسد در رابطه با خاک لبنان، اسرائیل را به چالش کشیده‌است. یک رویکرد کارآمد به گونه‌ای که آمریکا را به همدردی با ما سوق دهد، این است که اسرائیل بتواند با ابتکار عمل، ایران، سوریه و لبنان را بعنوان عوامل اصلی برهم زنندهٔ اوضاع لبنان معرفی کند. ازجمله به روش:
1. حمله به درآمدهای سوریه که از راه فروش مواد مخدر بدست می‌آورد و جعل کردن زیرساختهای لبنان که همگی بر «قانون رازی» تمرکز داشته باشد!
2. رفتار کردن با سوریه دقیقاً به شیوهٔ خودش؛ به این صورت که به سوریه بفهمانیم که خاک سوریه دربرابر حملات از سوی لبنان ایمن نیست و اسرائیل می‌تواند با ایجاد یک جنگ نیابتی در خاک لبنان، از آنجا امنیت سوریه را بخطر بیندازد.

اسرائیل همچنین می‌تواند از این فرصت استفاده کند تا چهره و سرشت حقیقی رژیم سوریه را به جهانیان یادآوری کند. سوریه به‌طور پیاپی زیر حرف خود می‌زند. سوریه پیمان‌نامه‌های زیادی را با ترکها زیر پا گذاشته و بارها با اشغال لبنان و زیر پا گذاشتن توافق طائف ۱۹۸۹، به ایالات متحده آمریکا خیانت کرده‌است. درعوض سوریه یک انتخابات فرمالیته را در لبنان به راه انداخت و یک رژیم میهن‌فروش را در لبنان ایجاد کرد و این کشور را مجبور ساخت تا یک «قرارداد برادری» با سوریه در سال ۱۹۹۱ امضاء کند که باعث شد حاکمیت لبنان بر سرزمین خودش از بین برود؛ و رژیم حافظ اسد با مهاجرت دادن صدها هزار سوری به لبنان، شروع به مستعمره کردن لبنان کرده‌است و همزمان در سوریه ده‌ها هزار نفر را قتل‌عام می‌کند. همان‌گونه که در سال ۱۹۸۳ در شهر حماه انجام دادند. در برابر این سرشت رژیم دمشق، امری طبیعی و عقلانی است که اسرائیل و لبنان شعار صلح همه‌جانبه را سر دهند و یک سد نفوذ در برابر سوریه ایجاد کنند و توجه جهانیان را به برنامهٔ جنگ‌افزار کشتارجمعی سوریه جلب کنند و دیگر برای رسیدن به صلح، ماجرای عقب‌نشینی اسرائیل از ارتفاعات جولان را پیش نکشند.

### حرکت به سوی راهبرد سنتی موازنهٔ قدرت
اسرائیل می‌تواند محیط راهبردی خود را دگرگون سازد؛ بدین منظور می‌تواند با همکاری ترکیه و اردن، کشور سوریه را ضعیف کند، تحت فشار بگذارد یا حتی به عقب بیندازد. این هدف مهم می‌تواند با تمرکز بر سرنگون کردن صدام حسین در عراق صورت بگیرد؛ سرنگونی صدام یک هدف راهبردی در سیاست اسرائیل است تا با این روش بتواند بلندپروازی‌های سوریه را دفع کند.
 از آنجایی که آیندهٔ عراق پس از سرنگونی صدام، تأثیر ژرفی بر بالانس قدرت در خاورمیانه خواهد گذاشت، درکش ساده است که اسرائیل علاقه‌مند باشد تا از سلسلهٔ هاشمی برای بازتعریف عراق پشتیبانی کند؛ ازجمله با روش‌هایی همانند:

1. سفر مقامات اسرائیل به اردن، حتی قبل از سفر نخست‌وزیر جدید اسرائیل به ایالات متحده آمریکا در آغاز دولت جدید نتانیاهو در ۱۹۹۶.
2. پشتیبانی از شاه حسین الهاشمی در بالاترین میزان امنیتی ممکن برای تقویت رژیم اردن در برابر خرابکاری‌های رژیم سوریه.
3. تشویق ساختارهای اقتصادی در ایالات متحده آمریکا برای سرمایه‌گذاری در اردن در راستای کاهش وابستگی این کشور به عراق.
4. به‌کارگیری عناصر اپوزیسیون لبنان برای بی‌ثبات کردن کنترل سوریه بر لبنان؛ و منحرف کردن حواس سوریه به این جریان.
5. به محض اینکه هاشمیون کنترل عراق را به دست گرفتند، می‌توانند از نفوذشان برای تأثیر گذاشتن بر نجف استفاده کنند تا شیعیان جنوب لبنان را از حزب‌الله لبنان، ایران و سوریه دور کنند. زیرا شیعیان عراق نزدیکی محکمی با خاندان هاشمی دارند و احترام و ارزش زیادی برای نوادگان مستقیم پیامبرشان محمد قائل هستند و امروز کسی که خون پیامبر اعراب در رگهایش است، پادشاه حسین است.

مهمتر از همه، قابل درک است که اسرائیل تمایل دارد که فعالیتهای ترکیه و اردن علیه سوریه را هم به‌صورت دیپلماتیک و حتی در مقیاس نظامی و عملیاتی نیز پشتیبانی کند. ازجمله ایجاد اتحاد میان قبیله‌های عرب در قلمروی سوریه که با خانواده اسد دشمنی دارند.

### دگرگونی سرشت روابط اسرائیل با فلسطینی‌ها
اسرائیل این فرصت را دارد تا یک رابطهٔ تازه بین خود و فلسطینی‌ها ایجاد کند. اولین و مهمترین نکته این است که اسرائیل برای امن کردن خیابانهای خود، باید اجازه داشته باشد تا مهاجمان مسلح را تا درون خاکهای تحت کنترل فلسطین، پیگرد کند و این یک واکنش توجه‌پذیر است که آمریکا هم در این زمینه با اسرائیل هم‌نظر است و همدردی می‌کند.
اسرائیل باید تأکید کند که تنها این فعالیتهای سازمان آزادی‌بخش فلسطین مشکل‌آفرین هستند و اسرائیل مشکلی با مردم عرب ندارد؛ بنابراین اسرائیل باید به عربهایی که دوست اسرائیل هستند پاداش بدهد و صحبت از حقوق بشر برای اعراب نماید.

### برقراری رابطه‌ای تازه بین اسرائیل و ایالات متحده
اسرائیل می‌تواند رابطهٔ قدیمی با آمریکا را به پایان برساند و یک دیدگاه جدید و متقابل در رابطه با آمریکا ایجاد کند؛ بطوری که اسرائیل به بلوغ برسد و خودکفا شود. اسرائیل باید صلح مورد نیازش را از گفتمان قدرت و زور برقرار کند و با گسترش دادن به ارزش‌های زندگی غربی در کشور، به همه نشان دهد که کشوری خودکفا است و به آمریکا و هیچ کشور دیگری نیاز ندارد؛ برای مثال می‌تواند از خودش دفاع کند و مسائلی همانند مناقشه بلندیهای جولان و امور داخلی کشور را مدیریت کند.
بهمین منظور بنیامین نتانیاهو رئیس‌جمهور جدید، باید به‌سرعت اسرائیل را از نظر اقتصادی از آمریکا جدا کند و کمتر به وامهای خارجی وابسته باشد تا با این روش صنعت داخلی اسرائیل رشد کند. زیرا وابستگی به کشورهای دیگر، از اصلاحات اقتصادی در اسرائیل جلوگیری می‌کند.

### نتیجه‌گیری؛ پایان دادن به درگیری اسرائیل با اعراب
هدف تازهٔ اسرائیل این است که یک پیمان‌شکنی تمیز ایجاد کند تا اسرائیل از گفتمان تسلیم که موجب شد قوای اسرائیل هدر برود رهایی یابد؛ بنابراین اسرائیل نباید به فکر دفاع در خانه باشد تا ضربات دشمن بر بدنش بنشینند که مجبور شود پس از آن حملات انتقام‌جویانه انجام دهد. بجای این سیاست، اسرائیل باید سیاست جنگ پیش‌دستانه را دوباره به‌کار بگیرد.
 این رویکرد نوین و راهبردی در اسرائیل می‌تواند شرایط منطقه را به گونه‌ای تغییر دهد که اسرائیل انرژی خود را فقط در مهمترین زمینه‌ها متمرکز کند. ازجمله جوان‌سازی ایده‌های ملی.
برای نمونه، صهیونیسم کارگری که بقای ملت را تهدید کرده‌است کنار بگذارد و یک نگرش کارآمدتر را نوآوری کند.
درنهایت اسرائیل می‌تواند بیش از پیش دشمنی عربها با اسرائیل را از راه جنگ حل کند. پیروزی در جنگ و سلاح‌های بیشتر، به اسرائیل در راه رسیدن به صلح مورد نیازش کمکی نمی‌کند. وقتی اسرائیل اقتصاد قوی، ثبات درونی و قدرت و سلامت سیاسی داشته باشد، به درگیری عرب‌ها با اسرائیل پایان می‌دهد و حتی اوضاع را بهتر هم می‌کند. یک رهبر ارشد اپوزیسیون عراق بر ضد صدام اخیراً گفت:
اسرائیل باید رهبری اخلاقیات خود را جوان‌سازی و بازسازی کند. مهمترین ویژگی یک کشور در خاورمیانه، همین موضوع جوان‌سازی ایده‌هاست. بنابراین یک اسرائیل نیرومند، سرفراز، سرمایه‌دار و از لحاظ سیاسی پایدار، می‌تواند بنیان صلح در خاورمیانه باشد.

## تأثیر
بخش‌های خاصی از سند شکستن تمیز، از سوی نتانیاهو پذیرفته نشد.

برایان ویتکر روزنامه‌نگار گاردین در سپتامبر ۲۰۰۲ در مقاله‌ای نوشت: با توجه به اینکه برخی از نویسندگان سند «یک شکستن تمیز» امروز در واشینگتن فعالیت می‌کنند، بنظر می‌رسد رؤیای اسرائیل برای دگرگون کردن شکل و شمایل خاورمیانه خیلی مساعدتر از سال ۱۹۹۶ شده‌است. بنظر می‌رسد آمریکاییها مجبور خواهند شد تا جان خود را برای برآورده کردن این رؤیا فدا کنند.
در ماه مارس ۲۰۰۳، پت بیوکنن در رابطه با خملهٔ آمریکا به عراق، طی گزارشی نوشت:

نقشهٔ آنها برای ایجاد یک جنگ پیش‌دستانه امروز توسط پِرل، فیث و خانم و آقای وورمسر در ایالات متحده آمریکا به حقیقت پیوست.
یان بوروما در اوت ۲۰۰۳ در نیویورک تایمز نوشت:

 داگلاس فیث و ریچارد پرل به نتانیاهو مشاوره دادند. چه کسی در سال ۱۹۹۶ نخست‌وزیر اسرائیل بود که دلش می‌خواست پیمان اسلو با فلسطینیان را خیلی تمیز بشکند؟ نظر این افراد این بود که امنیت اسرائیل در سایهٔ تغییر رژیم‌ها در کشورهای پیرامون اسرائیل است. باوجود افتضاح کنونی در عراق، راهکار تغییر رژیم، کماکان چیزی عادی در واشینگتن است. همان‌طور که پال ولفوویتز در مقاله‌ای که منتشر کرده بود گفت: " راه صلح در خاورمیانه از بغداد می‌گذرد" این مقالهٔ او در آمریکا همچون دین و ایمان پذیرفته شد. حقیقتاً در برخی افراد همین‌طور بود و آنها می‌گفتند که منافع آمریکا و اسرائیل مشابه هستند؛ ولی همیشه اینطور باقی نماند و امروز می‌بینیم که منافع اسرائیل تنها دلیل حمله به عراق نبودند. چیزی که می‌بینیم نه یک توطئهٔ یهودی، بلکه اتحاد ویژهٔ مسیحیان اَونجلیک تندرویان سیاست خارجی، لابی‌گران برای دولت اسرائیل، و نومحافظه‌کاران هستند که تعداد زیادی از آنان یهودی‌اند؛ ولی یهودیانی که در میان این جمع هستند، ازجمله پرل، ولفوویتز، کریستول بیشتر دربارهٔ آزادی و دموکراسی صحبت می‌کنند تا از هلاخا. چیزی که باعث شده این اتحاد به سادگی و آسانی شکل بگیرد تضمین آیندهٔ آمریکاست؛ به طوری که قدرت نفوذ آمریکا از یک سو و یک اسرائیل مقاوم در برابر اعراب از سوی دیگر، بهترین روش برای تقویت قدرت ایالات متحده آمریکا، تأمین امنیت اسرائیل و تبدیل جهان به مکانی امن و بهتر است.
در سال ۲۰۰۵،دیوید مارتین خبرنگار سی‌بی‌اس نیوز در زمینهٔ امنیت ملی آمریکا نوشته‌است که در زمینهٔ تصمیم‌گیریهایی که به حملهٔ آمریکا به عراق ختم شد، «ریچارد پرل» نقشی بازی نکرده بود و در آن لحظه مسئولیت و جایگاهی در اختیار نداشت.
جورج پاکر در یک تحلیل واقع‌گرایانه در سال ۲۰۰۵ نوشت: که مقالهٔ شکستن تمیز ۱۹۹۶ توسط افرادی همانند وورمسر در مؤسسه امریکن انترپرایز احتمالاً در سال ۱۹۹۹ مورد بازبینی قرار گرفت و نتیجه‌گیری بر آن شد که سرنگونی صدام به دست آمریکا موجب خواهد شد مشکلات راهبردی اسرائیل درمان شوند و درنهایت به مسیری ختم می‌شود که فلسطینیان را بی‌دفاع خواهد گذاشت.
در سال ۲۰۰۶ کارن کویاتکوفسکی به شباهاتهایی بین محتوای مقالهٔ شکستن تمیز ۱۹۹۶ و شواهد مربوط به جنگ ۲۰۰۳ در عراق اشاره کرد. اندکی بعد فیلیس بنیس به شباهتهای این طرح پیشنهادی با جنگ اسرائیل و لبنان در سال ۲۰۰۶ اشاره کرد.
در سال ۲۰۰۶ سیدنی بلومنتال نوشت که مقالهٔ شکستن تمیز، از حوادث مربوط به بمباران احتمالی سوریه و ایران به دست اسرائیل در آینده خبر می‌دهد. بلومنتال نوشت: " اگر بخواهید جاده و مسیر نقشه‌های نومحافظه‌کاران را شناسایی کنید و اهمیت این مقاله را بفهمید، باید بدانید که کارشناسان ارشد مسائل امنیت ملی از قبل نقشهٔ نومحافظه‌کاران موسوم به شکستن تمیز را زیر ذره‌بین قرار داده‌اند. به فاصلهٔ چند روز، سخنگوی دی امریکن کنسروتیو در دسامبر ۲۰۰۶ نوشت:
اخیراً بنیامین نتانیاهو بیان کرده که رئیس‌جمهور بوش به او قول داده که از دستیابی ایران به جنگ‌افزار هسته‌ای جلوگیری خواهد کرد. از صحبتهایش به این نتیجه رسیدم که ظاهراً نتانیاهو محرک اصلی یک جریان در آمریکا بوده تا با پیشنهاد موسوم به «یک شکستن تمیز» که او و یاران نومحافظه‌کارش در آمریکا تنظیم کرده‌اند، قصد بر این دارد تا بطرز خشونت‌آمیزی فضای راهبردی کشورهای عراق، فلسطین، لبنان، سوریه و ایران را برهم بزند. تا امسال که سال ۲۰۰۶ است می‌بینیم که سه‌تای آن انجام شده، و فقط دوتای آن مانده‌اند. (سوریه و ایران)

## آنالیز
جیسون وست در سال ۲۰۰۲ نوشت:
این گزارش «یک شکستن تمیز» درواقع یک بیانیه از سوی نومحافظه‌کاران اسرائیلی-آمریکایی بوده که هدفش ایجاد یک جنگ سرد کوچک در خاورمیانه است و هوادار شیوهٔ بکارگیری یک ارتش نیابتی برای تغییر رژیمها، ناپایدار کردن کشورها و مهار کردن قدرت آنهاست. درواقع این گزارش بطرز ماهرانه‌ای از سوی افکار صهیونیسم راستگرا تنظیم شده، به نوعی که این افراد طرح «شکستن تمیز» را در کنار دفاع موشکی اسرائیل قرار می‌دهند و یک ضرورت برای بقای اسرائیل می‌دانند. از آنجاییکه اعضای تشکیل دهنده و نویسندگان دو گروه بنیاد یهودی امور امنیت ملی و مرکز امنیت سیاسی در بعضی مواقع مشترک هستند و پایگاه هردوی این بنیادها در واشینگتن دی.سی آمریکا قرار دارد، بنابراین با شفافیت می‌توان نتیجه گرفت که سیاستهای جهانی این دو بنیاد در یک راستا هستند.
در سال ۲۰۰۳ سردبیر مجله نیشن، از آمریکا بابت سند مسئولیت‌پذیری سوریه انتقاد کرد و آن را با گزارش شکستن تمیز در ارتباط دانست و گفت:

یک شکستن تمیز: یک راهبرد تازه برای ایمنی قلمروی پادشاهی درواقع سندی است که توسط چند مشاور تنظیم شده و هنگامی که نتانیاهو هنوز در کمپین انتخاباتی اسرائیل در سال ۱۹۹۶ قرار داشت، به آگاهی او رسیده‌است.
این نویسنده نام مشاورین جرج دابلیو بوش، ریچارد پرل و داگلاس فیث را نیز آورده‌است و اضافه می‌کند:

تعبیر آنها اینچنین بود که "سوریه کشور اسرائیل را بر سر تصاحب خاک لبنان به چالش کشیده‌است. باید به پایگاه‌های نظامی سوریه در خاک لبنان حمله کنیم، ولی حملات نباید مشکل را کاملاً برطرف کنند؛ تا به این شیوه بتوانیم ادعا کنیم که چنین حمله‌ای ناکافی بود است؛ درنتیجه باید به خاک سوریه نیز حملاتی انجام پذیرد." بنابراین تعجبی ندارد که ریچارد پرل از حملهٔ هوایی اسرائیل به خاک سوریه خوشحال شود. ریچارد پرل در مصاحبه با واشینگتن پست گفته بود: " اینکار به فرایند صلح کمک می‌کند " ولی چند روز بعد اضافه کرد که "شاید ایالات متحده آمریکا مجبور شود به سوریه حمله کند."
ولی منظور ریچارد پرل از جملهٔ " اینکار به فرایند صلح کمک می‌کند " این نیست که درگیری را به روش ماندگار حل کنند تا موجودیت کشور فلسطین پابرجا بماند. بلکه این با تأکید فراوان یک شکستن پیمان به‌صورت تمیز است که حتی موجب می‌شود روابط اعراب-اسرائیل بسیار بهتر از پیش بشود و اعراب را مجبور کند که حاکمیت اسرائیل بر بخشی یا همهٔ سرزمین‌های فلسطینی را به رسمیت بشناسند و هژمونی اسرائیل بعنوان یک قدرت هسته‌ای را در خاورمیانه بپذیرند.
جان دیزارد با مدارک اثبات می‌کند که احمد چلبی در تنظیم سند یک شکستن تمیز نقش داشته‌است. دیزارد در سال ۲۰۰۴ می‌نویسد:

در رابطه با عراق و ضرورت سرنگون کردن صدام حسین اطلاعاتی درمورد احمد چلبی و پشتیبان قدیمی او در سلسله هاشمی اردن یعنی شاهزاده حسن بن طلال وجود دارد. جمعیت زیاد شیعیان در جنوب لبنان برای قرن‌هاست که بیشتر با شیعیان نجف در عراق ارتباط دارند، تا اینکه با ایران. با اینحساب منطق این سند اینگونه بود که اگر سلسله هاشمی اردن بتواند فرمانروای عراق بشود، می‌تواند از نفوذی که بر نجف دارد استفاده کند تا بتواند بین شیعیان جنوب لبنان و اتحاد حزب‌الله-ایران-سوریه فاصله بیندازد. چون از آنجاییکه هاشمیون از نسل محمد هستند، پس شیعیان ارتباط نزدیکی با هاشمیون برقرار خواهند کرد. البته در میان شیعیان، فقط خانوادهٔ چلبی هستند که با هاشمیون ارتباط دارند.

ریچارد پرل و داگلاس فیث و دیگر اعضای تنظیم کنندهٔ یک شکستن تمیز، حتماً فتوای ۱۵ سال پیش مراجع تقلید عراق درمورد سلسله هاشمی را بخاطر نمی‌آورند. شاید می‌توان گفت یکی از خیره‌کننده‌ترین حقایق برجسته در این رابطه، در کتاب نوشتهٔ رشید خالدی به نام «بازسازی امپراتوری» است. خالدی در آن کتاب آورده‌است:

شیعیان تنها به نوادگان پیامبرشان محمد از سوی داماد محمد یعنی علی بن ابی طالب وفادار هستند و همهٔ خاندانهای دیگر ازجمله هاشمیان را رد می‌کنند؛ بنابراین مشخص می‌شود ریچارد پرل و همکارانش دربارهٔ منطقه‌ای راهکار می‌دهند که مشخص است هیچ چیز درمورد تاریخ و ادیانش نمی‌دانند؛ در این زمینه پیشنهادهایی را برای بازسازی روابط در منطقه‌ای به نام خاورمیانه ارائه داده‌اند که حداقل‌هایِ دینیِ آن را نمی‌شناسند؛ بنابراین این روش که برای عراق به‌کار گرفتند و از آن با عنوان راهبرد جدید یاد می‌کنند برپایهٔ تخیلات احمقانه استوار است که انتظار دارند شیعه با هاشمیون که با اسرائیل ارتباط دارند، رابطه برقرار کنند.
در ماه مارس سال ۲۰۰۶ استادان جان مرشایمر و استیون والت در مقاله‌ای بحث‌برانگیز و انتقادی با نام لابی اسرائیل، در مجله‌ای لندنی به مسائل مربوط به راهکار «یک شکستن تمیز» به مطالبی پرداختند که به شرح زیر است.

آنها فرمان دادند تا اسرائیل بتواند نظم نوینی در خاورمیانه برپا کند؛ ولی نتانیاهو به نصیحتهای آنها توجهی نکرد. اندکی بعد، پرل، فیث و وورمسر، دولت جورش دابلیو بوش را ترغیب کردند تا پیگیر تحقق این اهداف بشود. آکیوا الدار ستون‌نویس روزنامهٔ هاآرتص هشدار داده بود که "اگر بین وفاداری به آمریکا و وفاداری به اسرائیل مرزی وجود داشته باشد، فیث و پرل دقیقاً بر روی آن مرز حرکت می‌کنند.
در سال ۲۰۰۶ سیدنی بلومنتال شکستن تمیز را مورد انتقاد قرار داد و نوشت:
 نومحافظه‌کاران بجای اینکه سرزمین اسرائیل را به سوی صلح بکشانند، تصمیم گرفتند که پیمان اسلو را بشکنند. پیمانی که در آن نوشته بود که حزب لیکود بدون پیش‌شرط موجودیت فلسطین را به رسمیت می‌شناسد و از آن به عنوان صلحی برای صلح یاد می‌کند. بجای اینکه با سوریه رایزنی کنند، تصمیم گرفتند با تضعیف، محاصره و عقب‌انداختن سوریه کار خود را پیش ببرند. همچنین یک سناریو وحشیانه طراحی کردند تا عراق را از نو تعریف کنند تا شاید شاه حسین اردن بتواند به روشی فرمانروای عراق بشود و این حاکم سنی بتواند کنترل شیعیان عراق را به دست بگیرد و با این روش، اسرائیل بتواند شیعیان جنوب لبنان را از محور حزب‌الله-ایران-سوریه دور کند.